# Città del Sole edizioni
Città del Sole Edizioni è una casa editrice italiana indipendente con sede a Reggio Calabria che pubblica inchieste giornalistiche, saggi di politica e attualità. Dal 2012 al 2016 si è qualificata come medio editore ai sensi ISTAT, avendo pubblicato intorno ai 20 volumi l'anno.

## Storia
La casa editrice è stata fondata nel 1997 da Franco Arcidiaco, che ne è il direttore.  Responsabile della redazione è Antonella Cuzzocrea. Il suo nome è un rimando all'opera del filosofo calabrese Tommaso Campanella e l'immagine stessa del filosofo è riprodotta in uno dei loghi dell'azienda.
La prima notorietà nazionale si deve al libro di Fabio Cuzzola, Cinque anarchici del sud. Una storia negata pubblicato nel 2001 e dedicato ai cosiddetti Anarchici della Baracca.
Fra gli altri libri di successo si evidenzia il racconto dell'esperienza culturale dell'Estate romana, una celebre manifestazione culturale organizzata dal comune di Roma in diversi luoghi monumentali della capitale, scritto dall'assessore alla Cultura in quegli anni: Renato Nicolini, Estate romana 1976-85: un effimero lungo nove anni.

## Attività
Le collane della casa editrice includono Intelligence, scienze strategiche e sicurezza, e Lettera Trentadue. Città del Sole è anche l'editrice ufficiale della Fondazione “Italo Falcomatà”, nata nel 2002 in memoria dello scomparso sindaco reggino, per la quale pubblica testi nella collana I Quaderni Della Fondazione Falcomatà.
Dal 2006 e fino al numero 328 di aprile/giugno 2016, Città del Sole edizioni ha curato la pubblicazione della rivista cinematografica Cinemasessanta, fondata a Roma nel luglio 1960.